# Журавлёв, Владимир Антонович
Владимир Антонович Журавлёв — советский хозяйственный и государственный деятель, лауреат Государственной премии СССР за выдающиеся достижения в труде.

## Биография
Родился в 1922 году в посёлке Тарланка. Член КПСС.
Участник Великой Отечественной войны: номер, командир пулемётного расчета 1-й стрелковой роты 80-го гвардейского Севастопольского Краснознамённого стрелкового полка 32-й гвардейской стрелковой дивизии
В 1952—1983 — подручный сталевара, сталевар, старший сталевар конвертерного цеха Нижнетагильского металлургического комбината Министерства чёрной металлургии СССР.
За существенное повышение металлургического производства на основе досрочного освоения производственных мощностей, внедрения новой техники и передовой технологии и инициативу в развитии соревнования за изыскание и более полное использование резервов на каждом рабочем месте был в составе коллектива удостоен Государственной премии СССР за выдающиеся достижения в труде 1977 года.
Делегат XXV съезда КПСС.
Умер до 1985 года.

## Награды
- Орден Октябрьской Революции
- Орден Знак Почёта
- Орден Славы III степени (23.04.1945)
- Орден Трудовой Славы III степени